# Litoria daviesae
Litoria daviesae är en groddjursart som beskrevs av Mahony, Knowles, Foster och Stephen C. Donnellan 200. Litoria daviesae ingår i släktet Litoria och familjen lövgrodor. IUCN kategoriserar arten globalt som sårbar. Inga underarter finns listade i Catalogue of Life.